# Чукозеро
Чукозеро — пресноводное озеро на территории Куганаволокского сельского поселения Пудожского района Республики Карелии.

## Общие сведения
Площадь озера — 3,1 км², площадь водосборного бассейна — 21,7 км². Располагается на высоте 159 метров над уровнем моря.
Котловина ледникового происхождения.
Форма озера продолговатая: оно более чем на три километра вытянуто с северо-запада с юго-запада на северо-восток. Берега преимущественно заболоченные.
Озеро видимых поверхностных стоков не имеет, однако относится к бассейну реки Новгуды, притока реки Илексы, впадающей в Водлозеро.
Ближе к юго-восточному берегу Чукозера расположен один небольшой остров без названия.
Рыба: щука, плотва, окунь, лещ.
Населённые пункты и автодороги вблизи водоёма отсутствуют.
Код объекта в государственном водном реестре — 01040100311102000019282.